# Movimiento artístico
Un estilo artístico es una tendencia referente al arte, con una filosofía o estilo común, seguida por un grupo de artistas durante un período de tiempo.
Si está limitado a un grupo de artistas en un lugar y momento concreto, se habla entonces de una escuela artística; por ejemplo, la escuela sevillana de pintura.
Con la palabra estilo también se alude a las características que unifican o distinguen a un autor (el estilo personal o la voluntad de estilo, que se hace más marcada en los genios del arte y en la personalidad de los artistas burgueses, sometidos al mercado de arte, sobre todo a partir del romanticismo); o, menos usualmente, a la kunstwollen (voluntad de arte o voluntad artística, en expresión de Alois Riegl).

## Características
Cada movimiento o estilo artístico refleja el arte con ciertos rasgos similares durante una etapa de tiempo, siendo un fenómeno de expresión artística que manifiesta las características propias de la época en la que surge. Los movimientos o estilos artísticos se clasifican por los historiadores del arte o de la literatura atendiendo a distintos criterios de periodización (por ejemplo, la generación) y se proyectan en las diferentes áreas de la literatura y el arte o bellas artes: música, artes visuales (pintura, escultura y arquitectura).
Por ejemplo, para las creaciones culturales de la civilización occidental desde el siglo XVII hasta principios del siglo XVIII, se ha acuñado el término barroco; aunque los productos artísticos de las distintas artes no tengan una conexión evidente entre sí, se designan como arquitectura barroca, pintura barroca, música barroca o literatura barroca.
El materialismo histórico interpreta los movimientos o estilos artísticos como parte de la superestructura y, por tanto, solo entendibles a partir de la formación económico-social donde nacen o se desarrollan, de la que serían expresión ideológica (junto con la religión o el derecho). Otras interpretaciones de la Historia del Arte se plantean más bien el estudio de las variaciones o similitudes formales (formalismo), de su contenido iconográfico, de la personalidad o psicología de los artistas (incluso la aplicación del psicoanálisis).

## Estilos artísticos
Cada periodo histórico ha tenido unas características concretas y definibles, comunes a otras regiones y culturas, o bien únicas y diferenciadas, que han ido evolucionando con el devenir de los tiempos. De ahí surgen los estilos artísticos, que pueden tener un origen geográfico o temporal, e incluso reducirse a la obra de un artista en concreto, siempre y cuando se produzcan unas formas artísticas claramente definitorias. Estilo proviene del latín stilus (‘punzón’), escrito en época medieval como stylus por influencia del término griego στύλος (stylos, ‘columna’). Antiguamente, se denominaba así a un tipo de punzón para escribir sobre tablillas de cera; con el tiempo, pasó a designar tanto el instrumento como el trabajo del escritor y su manera de escribir. El concepto de estilo surgió en literatura, pero pronto se extendió al resto de artes, especialmente música y danza. Actualmente se emplea este término en su sentido metonímico, es decir, como aquella cualidad que identifica la forma de trabajar, de expresarse o de concebir una obra de arte por parte del artista, o bien, en sentido más genérico, de un conjunto de artistas u obras que tienen diversos puntos en común, agrupados geográfica o cronológicamente. Así, el estilo puede ser tanto un conjunto de caracteres formales, bien individuales —la forma de escribir, de componer o de elaborar una obra de arte por parte de un artista—, o bien colectivos —de un grupo, una época o un lugar geográfico—, como un sistema orgánico de formas, en que sería la conjunción de determinados factores la que generaría la forma de trabajar del grupo, como en el arte románico, gótico, barroco, etc. Según Focillon, un estilo es «un conjunto coherente de formas unidas por una conveniencia recíproca, sumisas a una lógica interna que las organiza».
Estos caracteres individuales o sociales son signos distintivos que permiten diferenciar, definir y catalogar de forma empírica la obra de un artista o un grupo de artistas adscritos a un mismo estilo o “escuela” —término que designa un grupo de autores con características comunes definitorias—. Así, la “estilística” es la ciencia que estudia los diversos signos distintivos, objetivos y unívocos, de la obra de un artista o escuela. Este estudio ha servido en la Historia del arte como punto de partida para el análisis del devenir histórico artístico en base al estilo, como se puede apreciar en alguna escuela historiográfica como el formalismo.
El estilo estudia al artista y a la obra de arte como materialización de una idea, plasmada en la materia a través de la técnica, lo que constituye un lenguaje formal susceptible de análisis, catalogación y periodificación. Por otro lado, así como la similitud de formas crean un lenguaje y, por tanto, un estilo, una misma forma puede tener distinta significación en diversos estilos. Así, los estilos están sujetos a una dinámica evolutiva que suele ser cíclica, recurrente, perceptible en mayor o menor grado en cada periodo histórico. Se suelen distinguir en cada estilo, escuela o periodo artístico diversas fases —con las naturales variaciones concretas en cada caso—: “fase preclásica”, donde se comienzan a configurar los signos distintivos de cada estilo concreto —se suelen denominar con los prefijos proto- o pre-, como el prerromanticismo—; “fase clásica”, donde se concretan los principales signos característicos del estilo, que servirán de puntos de referencia y supondrán la materialización de sus principales realizaciones; “fase manierista”, donde se reinterpretan las formas clásicas, elaboradas desde un punto de vista más subjetivo por parte del autor; “fase barroca”, que es una reacción contra las formas clásicas, deformadas a gusto y capricho del artista; “fase arcaizante”, donde se vuelve a las formas clásicas, pero ya con la evidente falta de naturalidad que le es intrínseca —se suelen denominar con el prefijo post-, como el postimpresionismo—; y “fase recurrente”, donde la falta de referentes provoca una tendencia al eclecticismo —se suelen denominar con el prefijo neo-, como el neoclasicismo—.

## Géneros artísticos
Utilizando el término género, muy polisémico, se componen los conceptos de género artístico o géneros artísticos en cada una de las artes, con muy distintos significados: en algunas, equivalentes a los movimientos o estilos; en otras, con un significado diferente, que distingue los temas a los que se aplica el arte (tema artístico). Por ejemplo, en pintura el retrato, el paisaje, el bodegón, la pintura de historia o incluso la denominada "pintura de género".

### Movimientos, estilos y géneros artísticos por artes
- Movimiento literario, estilo literario, género literario (Categoría:Movimientos literarios, escritores, Categoría:Escritores)
- Movimiento pictórico, estilo pictórico, género pictórico (Categoría:Movimientos pictóricos, pintoresCategoría:Pintores)
- Movimiento escultórico, estilo escultórico, género escultórico (Categoría:Movimientos escultóricos, escultores, Categoría:Escultores)
- Movimiento arquitectónico, estilo arquitectónico, género arquitectónico (Categoría:Estilos arquitectónicos, arquitectos, Categoría:Arquitectos)
- Movimiento musical, estilo musical, género musical (Categoría:Géneros musicales, músicos, Categoría:Músicos).

## Movimientos o estilos artísticos por época

### Edad Moderna
No se suele utilizar la expresión arte moderno para el arte de este periodo.